# 鐵鷹戰士
《铁鹰战士》（英語：Blind Fury）是1989年动作剧情片，是魯格·豪爾的成名作，他飾演一名剑术极好的盲剑客，数次凭听力消灭来袭的敌人。